# Kohei Hiramatsu
Kohei Hiramatsu (Shizuoka, 19 april 1980) is een voormalig Japans voetballer.

## Carrière
Kohei Hiramatsu speelde tussen 1998 en 2008 voor Shimizu S-Pulse en FC Ryukyu.